# Tschirne
Die Tschirne, auch Hammerbach genannt (poln. Czerna), ist ein linker Nebenfluss des Bober im polnischen Teil der Oberlausitz. Sie entsteht drei Kilometer nordöstlich von Iłowa (Halbau) bei der Ortschaft Dolanowo (Zehrbeutel) durch den Zusammenfluss der Großen und der Kleinen Tschirne.
Die Tschirne mündet nach ca. 15 km Verlauf in nördliche Richtung bei Luthröthal etwa drei Kilometer nordwestlich der Stadt Żagań (Sagan) in den Bober.
Entlang der Tschirne und ihren Quellflüssen entstanden seit dem Mittelalter viele kleine Eisenhämmer, die das Raseneisenerz der Görlitzer Heide verarbeiteten. Seit dem 19. Jahrhundert ging ihre Zahl immer weiter zurück, da die einfachen Anlagen nicht mehr konkurrenzfähig produzierten.

## Kleine Tschirne
Die etwa 37 km lange Kleine Tschirne, auch Kleiner Hammerbach, ist der linke Quellfluss der Tschirne. Ihre Quelle liegt in der Oberlausitz nördlich von Lubań (Lauban). In der bis 1815 böhmischen Exklave Godzieszów (Günthersdorf) entspringen beide Tschirnen. Ihr Lauf geht nach Norden durch die Görlitzer Kommunalheide. An dem Flüsschen liegen die Städte Węgliniec (Kohlfurt) und Iłowa (Halbau). Die Kleine Tschirne bildete bis 1491 die Grenze zwischen Penziger Heide und landesherrlichem Besitz.

## Große Tschirne
Die Quelle der Großen Tschirne, auch Großer Hammerbach, liegt ebenfalls bei Günthersdorf. Der Lauf des Flusses geht in Richtung Norden, er verläuft mit einem Abstand von 10 km parallel zum östlich davon gelegenen Queis. An der Großen Tschirne befinden sich keine Städte. An dem Fluss liegt u. a. der Ort Neuhaus (Nowoszów). Er war eine Stadtgründung aus dem 14. Jahrhundert, die 1369 durch den Sechsstädtebund geschleift wurde.
Die Große Tschirne bildete die Grenze zwischen der Herrschaft Wehrau und der landesherrlichen, später der Görlitzer Kommunalheide. Sie hat eine Länge von ca. 38 km.
In Polen gibt es neben den Flüssen auch mehrere Orte mit dem Namen Czerna. Einer davon liegt am Flüsschen Tschirne in der Wojewodschaft Niederschlesien und gehört zur Stadt Nowogrodziec (Naumburg am Queis). Czerna hat ca. 1100 Einwohner. Czerna (auf Deutsch Tschirne) wurde 1937 in Tonhain umbenannt. Nach dem Zweiten Weltkrieg und der Vertreibung der deutschen Bevölkerung wurde das Dorf und die benachbarten Ortschaften mit Polen, die ihrerseits aus dem Lemberger Gebiet vertrieben wurden, besiedelt.